# Ian Standish Monteith Hamilton

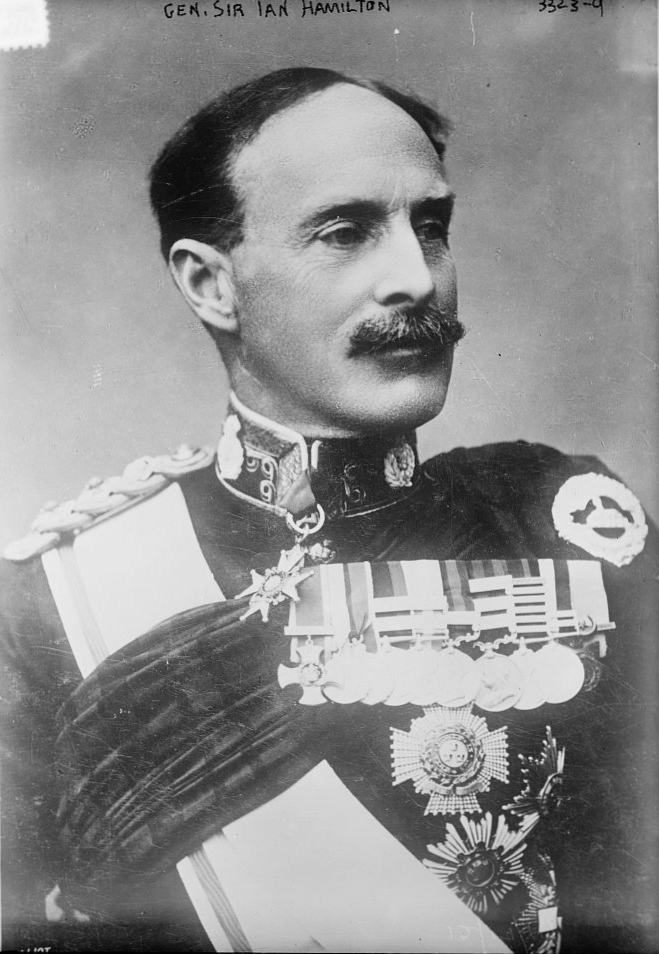
Sir Ian Hamilton, ca. 1915

Sir Ian Standish Monteith Hamilton GCB GCMG DSO (* 16. Januar 1853 auf Korfu; † 12. Oktober 1947 in London) war ein britischer General und führte im Ersten Weltkrieg die Mediterranean Expeditionary Force bei der gescheiterten Dardanellen-Expedition auf Gallipoli.

## Leben
Ian Hamilton war ältester Sohn des Hauptmanns, später Oberstleutnants, Christian Monteith Hamilton, Offizier der Gordon Highlanders. Seine Mutter Maria Corinna Prendergast Vereker, war eine Tochter des 3. Viscount Gort, eines irischen Repräsentativpeers. Sie starb, als Ian drei Jahre alt war kurz nach der Geburt seines Bruders Vereker.
Hamilton schloss 1871 die Royal Military Academy Sandhurst ab und trat anschließend in das Suffolk Regiment ein, um wenig später in das Regiment seines Vaters, die Gordon Highlanders, transferiert zu werden. Mit diesem nahm er am Zweiten Anglo-Afghanischen Krieg und am Ersten Burenkrieg teil, wo er in der Schlacht am Majuba Hill verwundet wurde und in Gefangenschaft geriet. Später diente er im Sudan, Burma und Bengalen. Von 1893 bis 1898 diente er im Stab des Befehlshabers in Indien George Stuart White und befehligte beim Tirah-Feldzug 1897/98 eine Brigade.
Im Zweiten Burenkrieg wurde er der Natal Field Force zugeteilt und befehligte in der Schlacht von Elandslaagte die britische Infanterie. Später geriet er mit seinem Vorgesetzten White in die Belagerung von Ladysmith. Nach der Befreiung Ladysmiths erhielt er als Generalleutnant den Befehl über eine neuaufgestellte Division, mit der er am Vormarsch auf Johannesburg und Pretoria teilnahm. Von Lord Roberts ursprünglich als dessen Nachfolger vorgeschlagen, diente er gegen Kriegsende als Lord Kitcheners Stabschef.
Von 1901 bis 1903 diente Hamilton als militärischer Sekretär des Oberbefehlshabers des Heeres Lord Roberts und anschließend bis 1904 als Generalquartiermeister. Von 1904 bis 1905 war er als Militärattaché der British Indian Army Beobachter beim japanischen Heer im Russisch-Japanischen Krieg. Von 1905 bis 1909 befehligte er das Southern Command, bevor er zum Generaladjutanten des Heeres ernannt wurde. 1910 erfolgte seine Versetzung als Oberbefehlshaber ins Mittelmeergebiet, wobei er gleichzeitig den Posten des Generalinspekteurs der Überseestreitkräfte innehatte.

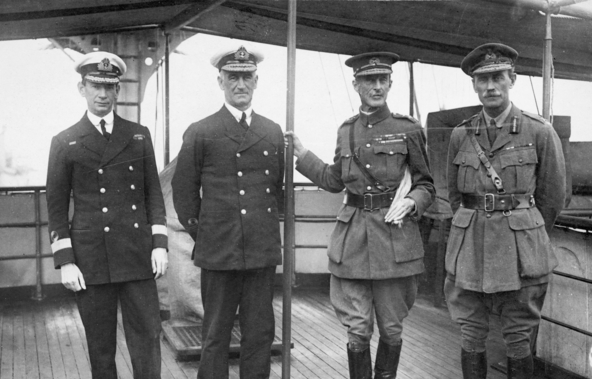
Sir Ian Hamilton (2. von rechts) mit Sir Roger Keyes, Vice-Admiral John de Robeck und General Walter Braithwaite (v.l.) während der Dardanellen-Expedition 1915

Während des Ersten Weltkriegs wurde er Anfang 1915 zum Oberbefehlshaber der Mediterranean Expeditionary Force (MEF) bei der Dardanellen-Expedition ernannt. Nach dem Fehlschlag des Unternehmens wurde er im Oktober des gleichen Jahres nach England abberufen und durch General Charles Monro abgelöst.
Nach dem Krieg wurde er 1920 Präsident der Veteranenorganisation British Legion für Schottland. Er war außerdem 1928 Mitbegründer der Anglo-German Association und setzte sich dafür ein, Juden von der Mitgliedschaft auszuschließen. Nach dem Aufstieg der Nationalsozialisten in Deutschland äußerte er sich zunächst auch bewundernd über Adolf Hitler, später wurde die Association aber wieder aufgelöst.

## Werke
- A Staff Officer's Scrap-book : During the Russo-Japanese War, 2 Bände, Edward Arnold, London 1905/06
- Compulsory Service : A Study of the Question in the Light of Experience. John Murray, London 1910
- Gallipoli Diary, 2 Bände. Edward Arnold & Co, London 1920
- The soul and body of an army. Edward Arnold & Co, London 1921 <reprint Ashgate Publishing 1991, ISBN 0-7512-0032-8>
- When I was a boy. Faber & Faber, London 1934
- Jean : A Memoir. Faber & Faber, London 1942
- Listening for the drums. Faber & Faber, London 1944